# Dendrogaster zoroasteri
Dendrogaster zoroasteri is een kreeftachtigensoort uit de familie van de Dendrogastridae. De wetenschappelijke naam van de soort is voor het eerst geldig gepubliceerd in 1987 door Stone.